# Journal of Virology
Das Journal of Virology, abgekürzt J. Virol. bzw. JVI, ist eine wissenschaftliche Zeitschrift, die seit 1967 von der Amerikanischen Gesellschaft für Mikrobiologie herausgebracht wird. Sie erscheint zweimal im Monat. im Jahr 2008 umfassten alle Ausgaben 14.300 Seiten. Chefredakteur ist 2022 Rozanne M. Sandri-Goldin.
Themengebiete der Zeitschrift sind Viren und Bakterien von Pflanzen und Tieren. Das JVI ist eine der wichtigsten Zeitschriften im Bereich der Virologie. Im Jahr 2019 betrug der Impact Factor 4,501, womit die Zeitschrift Platz 8 unter 37 Zeitschriften aus der Kategorie Virologie einnahm.